# Устанак у НДХ 1941.
Устанак у Независној Држави Хрватској је избио лета 1941. године, убрзо по њеном оснивању. Започео је као одбрамбени устанак Срба који су пред усташким прогоном отишли у збегове, да би га убрзо повели четници и партизани.
Устанци су готово истовремено избили у Босанској крајини, Лици, на Кордуну, Банији, Романији, Мајевици и Озрену, у Херцеговини. Устанак је углавном организовала Комунистичка партија Југославије, сем у Херцеговини, где су борбе почеле спонтано још јуна 1941. као вид животне самоодбране Срба од усташких покоља. Спонтани фактор је имао одлучујући утицај и на устанке Срба у другим крајевима.
Као званичан почетак устанка у Хрватској и Босна и Херцеговина славио се 27. јул 1941. године, иако су прве борбе почеле још у мају. Крај Сиска је основан Сисачки партизански одред 22. јуна 1941. године, што се у Хрватској данас обележава као Дан антифашистичке борбе. У првих неколико дана општег устанка ослобођена је повезана велика територија од Книна на север до Кулен Вакуфа и од Госпића на исток до Мркоњић Града. Од 27. јула до првих дана августа усташка власт је у Босанској крајини, Лици, деловима Кордуна и Баније и у северној Далмацији потпуно сломљена. Усташе су се задржале у неколико градова. Међу устаницима потом долази до деобе на партизане и четнике, које је Италија привукла себи.
Комунисти су пресудно утицали да устанак не постане међуетнички сукоб, већ организована борба против усташа и окупатора. На једној страни требало је спречити покоље српског живља, а на другој, онемогућити српске устаничке масе да не скрену на странпутицу одмазде против Хрвата и Муслимана у целости. Последице ове политике су биле од одлучног значаја за победу народноослободилачке борбе.
Устанком у НДХ је почела дугогодишња народноослободилачка борба, која је 1945. године завршена победом НОВЈ и ослобођењем окупиране Југославије.

## Успостава НДХ
Петог дана Априлског рата, 10. априла 1941. године, је вољом Хитлера и Мусолинија проглашена тзв. Независна Држава Хрватска. Након неколико дана је руководство Комунистичке партије Југославије, позвало народе Југославије („ви, који се борите и гинете у борби за своју независност”) да не клону духом и да се прикључе онима („комунисти и читава радничка класа Југославије ”) који ће „устрајати до коначне победе у првим редовима народне борбе против освајача”.

## Злочини над Србима
Терор над Србима, који су чинили око трећине становништва НДХ, је врло брзо успостављен као систем. Закони против Срба почињу да се ређају после 25. априла, кад је Анте Павелић потписао „Законску одредбу о забрани ћирилице”. Уследила је „Законска одредба о прелазу с једне вере на другу”, па о укидању свих „српско-конфесионалних пучких школа и забавишта”. Забрањена је српска православна вера, јер „није у складу с новим државним уређењем”. Кретања Срба су ограничена. На рукаву морају носити плаву траку са словом П.
Политбиро ЦК КПЈ је крајем априла 1941. у Загребу устао против братоубилаштва: „Против српског и словеначког народа разуздала се једна незапамћена шовинистичка и братоубиствена кампања са стране марионетске владе у Загребу која нема масовне потпоре у народу..." Чак и у редовима оних који су успостављали „нову Хрватску” долази до запрепаштења. Тако се догодило с командантом 1. оружничке, то јест жандармеријске пуковније. Он ће „Равнатељству за јавни ред и сигурност” послати протестно писмо у вези с покољима, које он по усташком рјечнику зове „чишћење”:
"Чишћење од стране усташа ... је изазвало панику код српског становништва тако, да је све побегло у шуму од страха пред чишћењем ... Настао је општи страх. Психолошки гледано с једне стране, пузања и кукавичлук, а с друге стране зверско огорчење. Рад усташа поред осталог био је нетактичан, јер су очишћени мање опасни и мање криви, као и многи старци, жене и дјеца до најниже доби, дочим су они са мрачном савешћу млади и јачи побегли у шуме. Са једном реченицом казано: Неборци су очишћени, а — борци остали у шуми."
Систематски усташки покољи били су главни разлог за одлазак српског становништва у збегове, и буну против власти НДХ. Жаришта побуне су — како је то Италијанима 1. јуна тврдио Момчило Ђујић — у збеговима српског, „обесправљеног, прогоњеног и кланог народа”. У комунистичком часопису „Герилац” је појашњено:
Усташке покоље подржавао је и сам Адолф Хитлер, који је већ 6. јуна примио Павелића и посаветовао га да „ако жели истински стабилну хрватску државу, онда мора да педесет година води национално нетолерантну политику“. У Хрватској и Босни и Херцеговини - у оквиру НДХ - српски народ нашао се егзистенцијално угрожен од клерофашистичког режима који је користећи окупацију Југославије и Хитлерову подршку ишао на стварање етнички чисте католичке државе на Балкану.

## Прве побуне

### Ђурђевданска побуна
Свега 18 дана од капитулације Југославије дошло је до сукоба српских сељака из околине Санског Моста, села Кијево и Трамошња 6, 7. и 8. маја 1941. године, познатог као Ђурђевдански устанак санских сељака. На усташка злостављања сељаци су одговорили ватром и одбили усташе од својих села. Када су сељаци Козице, Хазића, Стратинске, Обровца и других суседних српских села сазнали за борбу с усташама на Кијевској гори, кренули су у помоћ Трамошњацима. Заповедник делова хрватске војске у Босанској крајини јавио је Заповеднику целокупне хрватске копнене војске о борби са „четницима код Санског Моста“. Усташама је у тим борбама пристигла помоћ из Приједора, а 7. маја на побуњене сељаке кренуло је и једно немачко одељење из Првог дивизиона 132. пука стационираног у Приједору. У свитање 8. маја ојачаном немачком батаљону пошло је за руком да разбије положаје побуњених сељака, без чврсте и јединствене команде. Немци су за своје убијене (однос 10 Срба за једног Немца) стрељали 27 Срба у Санском Мосту и затим њихова тела обесили у Градском парку.
Мајску („ђурђевданску") побуну усташе су искористиле да пооштре терор над Србима.

## Дизање устанка
ХРВАТСКИ НАРОДЕ!

Империјалистички грабљивци прегазили су и нашу напаћену земљу... Слуге Хитлера и Мусолинија — франковачка господа — годинама су заједно са империјалистичким освајачима припремали поробљивање наше земље... Они су под изликом борбе против великосрпске хегемоније крчили пут новим угњетачима хрватског народа: немачким, талијанским и мађарским империјалистима. Ову најсрамнију издају хрватског народа у његовој историји, франковачка господа хоће да прикажу као херојско и часно дело, а најцрње колонијално ропство, у које су бачени Хрвати, као национално ослобођење испод велико српског угњетавања!
ХРВАТСКИ НАРОДЕ!
Плаћеници Хитлера и Мусолинија — франковачка господа — распирују бесомучну шовинистичку мржњу против братског српског и словенског народа... По налогу својих империјалистичких господара настоје да заваде хрватски, српски и словенски народ, како би спречили њихову заједничку борбу против империјалистичких тлачитеља... Све нас угњетава, понижава и пљачка исти непријатељ. Борба против тог омраженог непријатеља може бити успешна само онда, ако хрватски и српски народ, уједињен и збијен у чврсте редове са осталим народима Југославије, поведе борбу против империјалистичких окупатора и њихових плаћеника.
РАДНИЦИ И РАДНИЦЕ! Ступајте у прве редове ослободилачке борбе хрватског народа за истеривање окупатора из наше домовине и за КОНАЧНО ОСЛОБОЂЕЊЕ ИСПОД КАПИТАЛИСТИЧКОГ ЈАРМА.
СРБИ У ХРВАТСКОЈ! Комунистичка партија у Хрватској обраћа се и вама, који од свог досељења у Хрватску никада нисте уживали потпуну националну слободу. Али данас, када је Хрватска поробљена од империјал. освајача, ви сте бачени у најтежи положај од како се налазите у Хрватској. Као што су раније у Беча и Пеште, тако и данас у служби Рима и Берлина франковачка господа распирују шовинистичку мржњу и братоубилачку борбу између вас и хрватског народа. (...)

Не дајте се застрашити крвавим прогонима, не наседајте шовинистичкој хајци! Збијте своје редове, удружите се у братску слогу са хрватским народом, који пати као и ви, прикључите се борбеним редовима радника ради заједничке борбе против окупатора и њихових плаћеника — франковачке господе. Ми се налазимо пред тешком и одлучном борбом, али заједничким снагама Срба и Хрвата у Хрватској, заједничком борбом свих поробљених народа Југославије, под водством Комунистичке партије, срушити ћемо непријатеља и извојевати не само национално ослобођење Хрвата него ћемо осигурати и националну равноправност Србима у Хрватској.— ПОЗИВ ЦЕНТРАЛНОГ КОМИТЕТА КПХ ИЗ ЈУНА 1941 ГОД. НА ОПШТЕНАРОДНУ БОРБУ ПРОТИВ ОКУПАТОРА И ЊИХОВИХ СЛУГУ

### Устанак у Херцеговини
Масовни спонтани отпор усташким злочинима јавио се прво у источној Херцеговини, у невесињском крају, почетком јуна 1941. године. После усташких покоља у околним селима (у селу Коритима и у селу Дрежње), сељаци из Доњег Дрежња спречили су 3. јуна 1941. усташе да уђу у село. Усташки натпоручник Фрањо Судар је 3. јуна кренуо са трупама у село Доњи Дрежањ. На мосту, познатијем као Гвоздени мост, на реци Заломци, усташе су дочекали устаници под вођством Обрена Ивковића. Убрзо су се дигли српски сељаци шире околине.
Казанчани су у ноћи између 5. и 6. јуна напали усташку касарну у свом селу. Устанике је предводио будући четнички командант, свештеник Радојица Перишић. После бомбашког напада и јуриша, из касарне је с првим мраком 50-ак војника побегло према Автовцу. У очекивању доласка јачих снага НДХ, разаслати су курири са вешћу о почетку устанка. Већ током 6. јуна нападнута је посада у станици Јасенак и заузети су положаји према Муљу и Автовцу. Устанички прваци састали су се истог дана на Гату, доневши том приликом, према учеснику догађаја Алекси Тепавчевићу, следеће одлуке:

Прво, да се одмах крене у правац Зборне Гомиле, на путу Автовац-Степен; да се на том путу дочекују и нападају војнички камиони, који су, по причању мештана, довозили и одвозили усташе од Гацка до Билеће. Држати положаје не том терену и не напуштати их. Почекивати нападе и вршити нападе.
Друго, ова села источно од пута Автовац-Кобиља Глава евакуисати одмах у планину према Црној Гори; евакуацију вршити по ноћи и неприметно; почети са селима која су ближа муслиманском насељу и изложенија нападу. Прекинути и сузбити сва одлажења, ма кога, у варош Автовац и Гацко и друга места где су усташе.
Треће, обавестити и позвати све Србе на устанак и борбу, слати курире у остале суседне херцеговачке срезове и обавештавати их о отпору. Црногорска гранична насеља стално обавештавати и позивати у помоћ. Упутити у Никшић неколико људи и по могућности да свештеник Радојица Перишић буде с њима; видети тамо црногорске прваке, тражити помоћ у борцима и нарочито у оружју; известити их нарочито о збеговима који ће се за који дан наћи у њиховим планинама.
Усташе су на отпор у источној Херцеговини одговорили масовним злочинима над српским становништвом Мостара, Чапљине, Љубиња. Око 15. јуна стигла су усташка појачања за гушење устанка. Напред је ишао одред „црне легије“, јачине око 500 људи, иза њега локалне усташе. Главна борба одиграла се код Степена и Пржина, око 15. јуна. Победа је припала устаницима, а на бојном пољу је остало педесетак погинулих усташа. Наредних дана борба се се преноси и на остале срезове. Усташе су у дефанзиви, с тим што из Фазлагића Куле свакодневно покушавају да освоје српске положаје код Бијеле Гомиле.
После напада Немачке на СССР побуна у Херцеговини прераста у масовни народни устанак. Око три сата поподне 26. јуна устаничке положаје почела су да надлећу три авиона НДХ. У ниском лету, бацали су ручне бомбе и митраљирали устанике. После почетне панике, сва три авиона, школског типа, су оборена. Следећег дана 27. јуна, у помоћ војсци НДХ дошла су два камиона италијанских војника. У заседи код Кобиље Главе 15-так Италијана је убијено, а остали су се предали. Нови успех осоколио је устанике да у ноћи између 27. и 28. јуна нападну Автовац. 28. ујутру устаници освајају ову варошицу: „Автовац је лежао у изгоринама и мало је зграда остало неоштећено... Ствари су и даље отимане из ватре. Предвиђало се да неће бити соли и брашна и зато су најрадије ношена та два артикла.“ У Автовцу су се први пут среле устаничке вође, свештеник Радојица Перишић и поручник Милорад М. Поповић.
Јаке италијанске колоне, праћене авијацијом, кренуле су 29. јуна из Билеће према Автовцу. У празно варошицу Италијани су ушли увече истог дана, а устаници су се повукли на раније положаје. Италијанске и усташко-домобранске трупе су почетком јула потисле устаничке снаге са ослобођене територије у планине, где се у збегове склонило неборачко становништво. На планини Ситници код Требиња налазило се 20.000 избеглица из столачког, љубињског и билећког среза. Други збег налазио се на планини Видуши. Збегови су организовани у војном погледу формирањем чета народне војске, задужених да бране прилазе збеговима у планини.

### Устанак у Лици и Босанској крајини
СРПСКИ НАРОДЕ У ЛИЦИ!
Злочини Павелићевих усташа прешли су све границе. Сви ми православни Срби осуђени смо на смрт и потпуно уништење без разлике пола и година. Све провалије и шпиље по нашим клисурама већ су напуњене наше невине браће и сестара. Дуго смо ћутали и трпели, али се више није могло. Ми смо припремили оружје да се боримо на живот и смрт и наш је једини поклик: победити или сви изгинути. (...) Зато, браћо Срби, ми не смијемо ни у чему да будемо слични усташама. Усташки начин убијања и паљења осудио је цео свет. Ми не смемо да дозволимо да се и међу нама појаве људи који ће из освете убијати невине жртве, уништавати имовину невиних Хрвата и муслимана. (...)

Зато збијмо своје редове и пружимо братску руку оним поштеним Хрватима и муслиманима који су спремни да се боре с нама до уништења непријатеља.— ПОЗИВ ПРИВРЕМЕНОГ ГЛАВНОГ ШТАБА ГЕРИЛСКИХ ОДРЕДА ЗА ЛИКУ ПОЧЕТКОМ АВГУСТА 1941.
Православни свештеник Момчило Ђујић се повезује с збеговима у Книнској крајини, гдје од почетка јуна формира наоружане четничке групе. Комунисти такође организују народ у збеговима и формирају герилске одреде. Ђујић је у говорима инсистирао на борби против „наших непријатеља Хрвата“, док су га комунисти исправљали „не Хрвата, него усташа“.
Организовани устанак на подручју НДХ је започео у Лици и Босанској крајини, ујутру 27. јула 1941. године, нападом герилских одреда на Срб, Дрвар и Босанско Грахово. За борцима су се кретали сељаци, наоружани вилама, косама, секирама. Упркос брижљивој припреми устанка, дошло је до пробијања стихије и крвавих одмазди над Хрватима и „Турцима“ (види покољ у Дрвару и покољ у Босанском Грахову).
Устанички талас од Дрвара и Босанског Грахова ширио се према Ливну и Гламочу, а 29. јула прекрио је сав Подгрмеч. До првих борби на Козари дошло је 30. јула. Из Лике се устанак ширио ка Далмацији. Од 28. до 30. јула 1941. устанак је захватио читаву Книнску крајину и делове Буковице, као и Врлику из Цетинске крајине. Почетком августа избио је устанак у котарима Удбина и Кореница, а половином месеца у Брињу и Оточцу.
Створена је све већа слободна територија, чији је центар постао Дрвар. Ова територија, која је обухватала је подручје Кулен Вакуфа, Доњег Лапца, реке Зрмање, Книнске крајине, Динаре, Босанског Грахова и Гламоча тј. преко 5.000 km², називана је и Дрварска република. На великој слободној територији од Книна до Бихаћа, устаничке снаге су полагале заклетву објављену у дрварском „Герилцу”: „Заклињем се да ћу се непријатељу, који је помоћу домаћих издајица и плаћеника, поробио и опљачкао моју земљу ... осветити, да ћу му наносити ударац, крв за крв, смрт за смрт!” У Дрвару је основан штаб на челу с комунистом Љубом Бабићем. Дана 30. јула у Дрвару је формирано Војно револуционарно веће, састављено од свих политичких комесара одреда, које је имало карактер органа народне власти.
Половином августа, извршена је реорганизација нарасле устаничке војске. Дана 16. августа је, посредством Марка Орешковића, делегата ЦК КПЈ, формирана Дрварска бригада, с командантом Милутином Морачом, која је крајем августа имала око 700 бораца. У ослобођеном Дрвару, организована је радионица за поправку лаког немачког наоружања и израду ручних бомби, нагазних мина и лаких минобацача. У двомесечном периоду израђено је око 5.500 бетонских и железних бомби, популарних „дрварчанки“, стотине нагазних мина и неутврђен број минобацача названих дрварским топовима. Герилски информативни биро издавао је билтен „Герилац“.
У Дрвару је 31. августа одржано заседање делегата „народноослободилачких герилских одреда за Босну и Лику”. Саветовање је одржано у присуству представника са свих фронтова „од Велебита, Динаре и Плитвичких језера па све до Ливна“. Осим што је требало чвршће повезати одреде, отворено је питање „противнародних елемената“, који „више воле италијански фашизам него слободу српског народа”. Сви делегати (међу којима и четници Момчило Ђујић, Бранко Богуновић и Живко Брковић) су прихватили одлуку да ће „наставити свету борбу националног ослобођења испод италијанских и немачких окупатора и њихових плаћеника усташких бандита и домаћих издајника”, на линији братства и јединства са Хрватима, Словенцима и Муслиманима.
Неуспеси снага НДХ у борбама против устаника довели су у питање усташку државу, па је тражено Италијанима да окупирају слободну територију. Италијани су у септембру са две дивизије кренули према Дрвару, приказујући се заштитницима српског народа од усташа. Италијани су се несметано кретали кроз подручје Книнске крајине под контролом четника. Тамошње вође, с Ђујићем на челу, сачинили су споразум с Италијанима да их без борбе пусте у Босанско Грахово. Динарски одреди, војска од око хиљаду пушака, без испаљеног метка су пустили италијанску колону од око 330 војника са 7 лаких тенкова и 4 топа, да уђу у Босанско Грахово. Ђујић потом формира Динарску четничку дивизију, у служби Италијана.
Приликом напада Италијана на Дрвар, дошло је до коначно раскола четника и партизана. Током борби, Брковићеве, Богуновићеве и Ђујићеве јединице се одвајају од Дрварске бригаде. Четничка формација се први пут спомиње када Живко Брковић пише упутство о „организацији Српског народног ослободилачког покрета (СНОП)”, не више као командант Петог батаљона Дрварске бригаде, већ „за штаб Пука П. Мркоњића”. Од 9. септембра, у Дрварској бригади појам герилац је замијењен појмом партизан.

### Устанак у Славонији
"Пошто-пото ми морамо дићи у борбу хрватска села или ће усташе потпуно уништити српска насеља“.— Едвард Кардељ у извештају ЦК КПЈ.
На припреми народног устанка у Славонији радили су најистакнутији комунисти и то: секретар ЦК КПХ Раде Кончар, Павле Грегорић, Карло Мразовић, Драго Марушић, Јосип Кавај, Марко Сименић, Душан Чалић и остали. Они су били најодлучнији у спровођењу позива ЦК КПЈ на оружани устанак. Окружној партијској конференцији у Бановој Јарузи 18. јуна 1941. пре позива на устанак, присуствују Раде Кончар секретар ЦК КПХ и Павле Грегорић, члан ЦК КПХ. На конференцији је расправљано о припремама за оружани устанак и закључено да се иде на диверзантске акције. У селу Томици код Славонског Брода одржана је 22. јуна 1941. Окружна партијска конференција о припреми за оружани устанак. Од свих партијских организација у Славонији, бродска партијска организација била је најактивнија. Она је већ 8. јула 1941. формирала Бродски партизански одред.

### Устанак на Кордуну
Устанак на Кордуну, изазван усташким покољима, брзо је заустављен снажним репресалијама против устаника. Јењавање устанка зауставио је Окружни комитет КП Хрватске за Карловац, помогнут од руководећих комуниста из ЦК КП Хрватске. Партизански одреди стављени су под строгу контролу комуниста, а српске националистичке снаге, које је предводио Миша Напијало, крајем 1941. су поражене. Почетком 1941. и 1942. дошло је до појединачних стрељања националиста, који су се супротстављали курсу народноослободилачке борбе. Кордун је након тога доживео више усташких офанзива.

### Устанак на Банији
Убрзо по доласку усташа на власт почињу прогони локалног српског становништва у Банији. Дана19. јула 1941. године одржано је партијско саветовање у шуми Абез, гдје је донесена одлука о дизању устанка. Дана 22. јуна је у шуми Брезовица крај Сиска формиран Сисачки партизански одред. Одлуку о формирању Одреда је донео Окружни комитет Комунистичке партије Хрватске за Сисак, и то након вести о почетку немачког напада на СССР. Већину људства су чинили чланови КП из околице Сиска. Командант Одреда је био Владо Јанић Цапо.
Покољ у глинској цркви се десио 29. јула 1941. године, у месту Глина, где су усташе убиле више стотина Срба затворених у цркви. Због тога и сличних случајева, народ масовно бежи у шуме, што је створило предуслове за устанак. На активирање борачких снага у збеговима утицали су комунисти, и оне су извођене под руководством Василија Гаћеше. Крајем јула и у току августа образоване су партизанске групе и у Горском котару, нарочито у котару Огулин, Делнице, Чабар и Врбовско. Неколико хиљада Срба избеглих на Шамарицу, августа и септембра 1941. предузимали су акције против усташа у котарима Двор, Костајница, Петриња и Глина. Октобра 1941. избио је масовни устанак у Дрежници код Огулина.

### Устанак у источној и централној Босни
Крајем јула и почетком августа дошло је до првих акција устаника у Подлуговима (код Сарајева), на Романији, Требевићу, у пределу Бирча (у тузланској области). Устанак је нагло избио и брзо се проширио у српским насељима око Хан-Пијеска, Власенице, Сребрнице, Братунца, Дрињаче. У тузланској области издвајали су се устанички рејони Бирча, Мајевица са Семберијом и Озреном, а у сарајевској области Семизовац, Романија и Калиновик.
У Дрињачи је 1. октобра 1941. потписан споразум о сарадњи партизана и четника у источној Босни. Тада је формиран заједнички Оперативни штаб за руковођење операцијама. У Власеници је 16. октобра 1941. одржана конференција представника партизанских и четничких јединица источне Босне ради рашчишћавања међусобних несугласица. Конференција није успела и четници су 17. октобра 1941. у Власеници, на својој скупштини, изабрали Привремену управу источне Босне и раскинули споразум о сарадњи с партизанима. Од тога времена Јездимир Дангић и његови четници раде на разбијању НОП-а у источној Босни. Партизани и четници су на том подручју водили прави мали пропагандни рат за придобијање локалног становништва иако формално нису били у стању отвореног непријатељства. Четници су у томе имали одређеног успеха па су чак и неке комплетне партизанске чете промениле страну.
Пролећа 1942. године, између четника и партизана долази до отворених борби за Источну Босну.

## Политика страна у устанку

### Четници у устанку
Четници су у устанку деловали у два правца: изазивањем националне нетрпељивости према Хрватима, увући Србе у национални (четнички) покрет, а наглашавањем трагичне судбине и избацивањем у први план пароле о одбрани српства развити осећање мржње и издаје према свима и свакоме ко није на линији српства и српске традиције (партизани).
Неки четнички представници су тражили да Италија „анектира целу Далмацију”. Нико Новаковић Лонго и Бошко Десница су у мају 1941. објавили јавни апел у листу „Сан Марко” којим у име „100.000 православних Срба северне Далмације” траже да Италијани припоје читаву Далмацију, а не само њен северни део, што је др Новаковићу донело наклоност Рима.
Четничке јединице у Хрватској настају издвајањем из устаничких снага, од Италијана наоружавани, опремљени, храњени, плаћани и кориштени. Четници су водили политику тактизирања, која не смије бити „погубна борба” против окупатора, већ заваравање сарадњом у ишчекивању победе антихитлеровског савеза, када ће „спашени народ, без великих жртава на које је био осуђен од Берлина, моћи затражити и поуздано добити угодно и угледно мјесто под капом небеском, односно у будућем слободном свету”. Од августа је вршен силовит притисак на устанике да прихвате италијанску окупацију: „Срби, који спречавају окупацију, отворено служе Павелићу, штите Независну Државу”. У прогласима поп Ђујић каже: 
„Драга браћо, не наседајте усташким провокаторима и неодговорним авантуристичким елементима који вас хушкају у бој против италијанске војне силе ... Ми смо склопили трајан мир.”
Четнички покрет се од почетка испољио као опасност за општи устанак, јер је устаничке масе позивао на колаборацију и на изоловање устаника Хрвата.

### Комунисти у устанку
У складу са новонасталом ситуацијом фашистичке окупације, усвојена је Резолуција Мајско саветовање ЦК КПЈ 1941. Мајског саветовања КПЈ:
У јулу ЦК КПЈ је упутио позив народима Југославије на општи устанак против окупатора:
Партизани су са усташама водили немилосрдне борбе, али нису дозвољавали да то постане борба против хрватског народа у целини. Они су позивали регуларну војску, домобране, на прелазак мобилисаних у партизане. Усташе никада нису позивани на предају, сматрани су партијском војском, фашистима и ликвидирани без милости.
Дана 12. септембра 1941. године, Тито је наложио Ради Кончару „да се укида назив герилац” и уместо њега користи „популарни назив партизани", који важи за читаву земљу.

### Италијанска политика
Суочени са злочинима усташа, неки српски прваци су тражили сарадњу с Италијанима као заштитницима, који су били заинтересовани за такву сарадњу, користећи стару девизу: „завади, па владај". Тек што је устанак плануо, 29. јула, командант 6. армијског корпуса генерал Ренцо Далмацо је објашњавао потчињенима да Ђујић и остали „националисти-побуњеници” уопће „нису противници Италије”, него да „заиста показују поштовање према нашим официрима”. Он је упозорио вишу команду на неопходност хитног доношења одлуке „за наше понашање и владавину”, јер су „побуњеници прилично добро сврстани у формације”, а уочена је могућност да — због малог угледа „националиста-побуњеника” — „комунистички елементи преузму узде покрета и изазову акције усмерене и против Италијана”.
Италијани изводе две инструкције за однос према српским побунама у НДХ:
- прво, треба Србе, прихваћајући њихове антиусташке акције, везати уза се, што ће, у пољуљаној констелацији и онако незаживеле усташке државне конструкције, у правом трену отворити пут даљег ширења римске империје и преко Велебита и преко гребена Динаре,
- друго, контролом, па чак и помагањем антиусташког усмјеравања српских устаничких маса, пазити да устанак не прихвати комунистичке пароле и — што се већ могло назрети — да из антиусташтва не прерасте у ослободилачки антифашистички покрет.[38]

Иако су управо италијански фашисти довели на власт Павелића, након српског устанка ће се представљати као заштитници Срба од усташког геноцида. У Пађенима је 26. августа потписана „проширена изјава” у којој „Италијани гарантују сигурност и слободу народа српског у окупираној области, исповедања религије, слободу школе и наставе” с тим да „војну и цивилну управу преузимају Италијани, а код цивилне управе биће именован комесар Хрват у споразуму са Загребом и Римом”.
Италијани су користили устанак Срба, да би ширили своју зону утицаја, односно да би запосели гарнизоне у неким градовима НДХ. У заповести Главног стожера домобранства од 28. августа 1941. се каже:
„Посаде у Книну, Сињу, Мостару и Невесињу остављају у посадним мјестима онолико снага колико је потребно за осигурање објеката у којима се чува војни материјал... Привремене посаде у Ловинцу, Грачацу, Ливну, Љубињу, Столцу и Берковићу бити ће повучене. Када чете у означеним посадама буду измењене са четама Италијанске војске имају јавити своју спремност за одлазак... Оружништво и финансије остају на својим местима."
Усташке власти су биле крајње забринуте што се италијански официри непрестано састају с „главним вођама побуњеника ”, то јест с Ђујићевим четницима, при чему их признају „као поглаваре села Книнске крајине”. Од августа усташе уочавају да се Италијани према попу Ђујићу или Паји Поповићу „односе као према службеним лицима”.
У складу са својом политиком, Италијани ће већ следеће 1942. регрутовати део српских устаника, четника, у окупаторске јединице Добровољачке антикомунистичке милиције.

## Последице устанка

### Политика смиривања
Павелића је силина устанка приморала да 21. августа препусти жупу Брибир-Сидрага надлежности Опћег управног повјереништва при штабу Друге италијанске армије, а пет дана касније у Загребу је потписан споразум о поновној окупацији „друге зоне”. Та зона је проглашена демилитаризованом, а италијански генерали и Павелић су се споразумели да Ђујићеве снаге, назване „националисти-побуњеници” (појам четници због усташа није употребљаван) могу уз обострано, италијанско и усташко одобрење користити против народноослободилачких устаника, који су означени као „комунистичке банде”. Душан Пленча оцењује: „тако је рођен кнински феномен Другог светског рата: италијанске власти штите, испомажу и подједнако ангажирано бране позиције и усташа и четника. Антикомунизам, односно нарастајућа опасност од народноослободилачког покрета за италијанско-усташко-четничке интересе, деловала је као кохезиона сила у заједништву акције контрареволуционарних снага.”
Услед силине устанка, посланик Немачке у НДХ, Зигфрид Каше, закључио је да „нова хрватска држава”, ако уистину „хоће да изиђе на крај са Србима, онда мора сваком поједином Србину признати право на рад, породицу, егзистенцију и основна грађанска права”. Усташке власти прелазе на „политику смиривања”. На састанку представника римске и загребачке владе 15. и 16. новембра 1941. у Опатији договорено је „да се гаранција хрватске владе најшире примени на све становништво које се вратило у своја пребивалишта и које испољава мирољубивост”, те „да се с праведношћу испита могућност поновног враћања у службу чиновника локалне управе и исплату пензија које им припадају” и „да отвори школе које ће моћи да користи и православно становништво”. Израз нове политике види се и у Павелићевој одлуци од 27. новембра да у Книну смијени присталицу политике клања, а за великог жупана именује Давида Синчића, који тврди како „виши државни интереси” налажу политику „смиривања устанка”, односно политику „исправљања неких неправди према живљу грко-источне вере”. Он је упорно уверавао Павелића да морају устанку „својим поступком одузети карактер борбе за људска права”: „Морамо гркоисточњацима одузети из руке адут и разлог којег особито пред Италијанима имају и имали су, тј. да су они присиљени борити се јер смо им тобоже одузели средства и права на живот”.
Сукладно политици пацификације, Монтичели је уверио Синчића да код „обћинског поглаварства” поново запосли 33 Србина и да проведе ревизију школског програма „тако да се у њему одрази поштовање историје, обичаја и народне самобитности Срба”. Након тога, Италијани су организовали састанак четничких вођа са усташама. Момчило Ђујић, Пајо Поповић и Бране Богуновић су први од четничких вођа децембра 1941. године дошли у салон великог жупана Давида Синчића у Книну. Синчић је Ђујићу и двојици његових пратилаца обећао материјалну и новчану помоћ за четничке трупе, запошљавање Срба, равноправну деобу 9,5 вагона кукуруза међу српским и хрватским становништвом... Након састанка, промењене су општинске управе и у Книну, Дрнишу, и Босанском Грахову. У Грахову је доведен на чело општине пријератни општински председник Србин Марко Кесић, „који је положио заклетву Поглавнику и Држави Хрватској”. У Книну је за доначелника постављен Јосип Лаћа, пријатељ Ђујића и Богуновића.
Процесом легализације четници су укључени у систем окупације, док су партизани проглашени заједничким непријатељима.

### Раскол међу устаницима
У августу је започело подвајање у устаничким јединицама. Мада јединице још нису почеле да се деле, људи су се делили на „герилце“ (партизане) и „четнике“. Устанички фронт разаран је пропагандом да су Италијани пријатељи а само усташе крвници, те да се Италијани као српски заштитници пропуштају, јер они обезбеђују повратак српских избеглица на огњишта и спречавају усташко самовлашће.
Основно питање раскола је било: борба против Италијана или њихово мирно прихватање као „заштитника“ прогоњених Срба од усташа. Комунистичко устаничко водство тражило је да се окупаторима пружи отпор, супротно четницима који су сматрали да постоји само један непријатељ - усташе. Од првобитне устаничке масе, на једној страни учвршћивале су се партизанске јединице, а на другој четнички одреди, између којих су марта 1942. започеле немилосрдне борбе које се нису прекидале до краја рата.
Половином 1942, четници су овладали у крајевима северне Далмације, за разлику од Баније, Кордуна и Лике где су надвлађивали партизани. Италијанска струја се нарочито исказивала у залеђу далматинске обале и на тромеђи Далмације, Лике и Босанске крајине.